# Xerencyrtus
Xerencyrtus is een geslacht van vliesvleugeligen uit de familie Encyrtidae. De wetenschappelijke naam van dit geslacht is voor het eerst geldig gepubliceerd in 1972 door Trjapitzin.

## Soorten
Het geslacht Xerencyrtus is monotypisch en omvat slechts de volgende soort:
- Xerencyrtus compactus Trjapitzin, 1972